# Piula muntanyenca
La piula muntanyenca (Anthus hoeschi) és un ocell de la família dels motacíl·lids (Motacillidae).

## Hàbitat i distribució
Cria en praderies de muntanya de Lesotho i zones properes de Sud-àfrica. Fora de l'època de cria es dispersa per Angola, Zàmbia, Namíbia i nord de Sud-àfrica.